# Зиг-заг чапла
Зиг-заг чапла (Zebrilus undulatus) е вид птица от семейство Чаплови (Ardeidae), единствен представител на род Zebrilus. Видът е почти застрашен от изчезване.